# Constituția Letoniei
Prima versiune a Constituției Letoniei a fost realizată în aprilie 1920. Aceasta a fost modificată după lovitura de stat din 1934, în 1940 de către URSS și în 1990 după independență.

## Capitole
Constituția de astăzi a Letoniei are 116 articole grupate în 8 capitole.
- Capitolul 1: Dispoziții Generale (Articolele 1-4).
- Capitolul 2: Seimul Letoniei (Articolele 5-34).
- Capitolul 3: Președintele (Articolele 35-54).
- Capitolul 4: Cabinetul (Articolele 55-63).
- Capitulul 5: Legislația (Articolele 64-81).
- Capitolul 6: Curtea (Articolele 82-86).
- Capitolul 7: Biroul de stat pentru audit (Articolele 87-88).
- Capitolul 8: Drepturile fundamentale ale omului (Articolele 89-116).

## Principii cheie
Articolele 1, 2, 3 și 6 stabilesc sistemul politic, care a fost adoptat după independență, iar articolele 4 și 77 pot fi schimbate în cazul unui referendum.
- Articolul 1: Letonia este o republică democrată independentă.
- Articolul 2: Puterea suverană a Statului Leton este investită de oamenii din Letonia.
- Articolul 3: Teritoriile Statului Leton, în granițele stabilite de agrementele internaționale sunt Vidzeme, Latgale ,Kurzeme și Zemgale.
- Articolul 4: Limba letonă este limba oficială a Republicii Letone. Steagul național este roșu cu o bandă albă.
- Articolul 6: Seimul Letoniei este ales în general, egal, prin alegeri directe și secrete, bazate pe reprezentarea proporțională.
- Articolul 77: Dacă Seimul Letoniei a modificat primul, al doilea, al treilea, al patrulea, al șaselea sau al șaptesprezecelea articol din Constituție, astfel de amendamente sunt forțate prin lege să fie alese la referendum.